# تپه‌های سرقلعه ونقاره خان سروآباد
تپه‌های سرقلعه ونقاره خان سروآباد مربوط به دوره اشکانیان - دوره ساسانیان است و در سروآباد، جنوب شهر واقع شده و این اثر در تاریخ ۲۷ مرداد ۱۳۸۲ با شمارهٔ ثبت ۹۶۱۵ به‌عنوان یکی از آثار ملی ایران به ثبت رسیده است.